# Calau coronat
El calau coronat (Lophoceros alboterminatus) és una espècie d'ocell de la família dels buceròtids (Bucerotidae) propi de la zona afrotròpica.

## Descripció
- Ocell de grandària mitjana amb uns 50 cm de llarg i un pes de 200 a 300 g. El mascle és més gros que la femella.
- De color general negre amb ventre blanc. Puntes de les plomes de la llarga cua també blanques.
- Ulls grocs. Bec vermell amb un casc a la mandíbula superior, menor en les femelles.

## Hàbitat i distribució
Habita boscos i sabanes de l'Àfrica subsahariana, a la República Democràtica del Congo, el Sudan del Sud, sud-est del Sudan, sud-oest d'Etiòpia i sud de Somàlia, Ruanda, Burundi, Uganda, Kenya, Tanzània, Angola, nord de Namíbia i de Botswana, Zàmbia, Malawi, Moçambic, nord i est de Zimbàbue i est i sud de Sud-àfrica.